# Sexploitation
El sexploitation es un derivado del cine de explotación (en inglés: exploitation) que utiliza la desnudez y la sexualidad —aunque sin actos sexuales explícitos— como principal atractivo y que tuvo un amplio desarrollo en la cinematografía estadounidense desde aproximadamente 1960 hasta finales de la década de 1970. Aunque a menudo considerado un género cinematográfico, el llamado cine exploitation refiere sobre todo a una industria con un modo de producción particular, caracterizado por películas independientes de bajo presupuesto diseñadas para obtener ganancias fáciles, con fórmulas narrativas básicas, imágenes exageradas de temáticas sensacionalistas y tabú como el sexo y la violencia, y baja calidad en la fotografía, el sonido y la actuación. Este tipo de películas se proyectaban en los llamados grindhouses (pequeños cines independientes dedicados al exploitation que estaban ubicados en zonas céntricas de la ciudad), en autocines (en inglés: drive-ins) y, más adelante, directamente para video.
El surgimiento del sexploitation marcó un punto de inflexión y provocó la desaparición del exploitation «clásico», ya que, a diferencia de éste, no pretendía justificar su contenido como educativo, sino que adoptaba un tono deliberadamente irónico o humorístico. La categoría suele analizarse en el contexto de su auge en los años 1960 en los Estados Unidos, marcado por la consolidación de la sociedad de consumo, los cambios culturales de la llamada revolución sexual y una nueva mercantilización del deseo masculino, con Playboy como ejemplo emblemático. En un contexto marcado por las restricciones censuradoras y el debate sobre la obscenidad, las películas de sexploitation no solo se beneficiaron de la controversia regulatoria, sino que también ayudaron a moldear una nueva visión de los públicos del cine para adultos, jugando un papel clave en la redefinición de los límites de lo aceptable en el cine. Algunos directores destacados del género en los Estados Unidos son Russ Meyer, Doris Wishman, Radley Metzger y Joseph W. Sarno.
La película The Immoral Mr. Teas (1959), el debut como director de Russ Meyer, es a menudo considerada como la iniciadora del sexploitation y la primera «nudie-cutie». Este subgénero floreció a comienzos de los años 1960 y representó un paso más allá de las «películas nudistas» de la década de 1950, las cuales habían pasado a ser legales gracias a un fallo de la Corte Suprema que las consideraba «educativas». A medida que las regulaciones de censura continuaron disminuyendo en los años 1960, estas primeras «nudie cuties» fueron eventualmente reemplazadas por las llamadas «roughies» o «kinkies», las cuales se centraron en temas más violentos como la violación, el tráfico de personas y la perversiones. La producción de las películas sexploitation tuvo lugar principalmente en Los Ángeles y Nueva York, y en menor medida, los estados de Florida y Texas. Con el correr de los años 1960, el número de películas se volvió tan alto que el género desarrolló su propio circuito de distribución y exhibición, y para finales de la década algunas habían mejorado lo suficiente su calidad como para llegar a exhibirse en cines convencionales. El cine sexploitation ha sido considerado un precursor o una transición hacia la pornografía hardcore, que obtuvo un breve auge de exposición a principios de los años 1970 con el advenimiento del «porno chic». El declive del género llegó a finales de los años 1970, cuando el contenido del sexploitation fue absorbido por el cine mainstream. Otros factores determinantes incluyeron la disminución de las salas de cine para adultos, incluyendo la desaparición de los autocines, y la llegada de la distribución por video.
La producción de películas sexploitation no se limitó a los Estados Unidos. Tuvo un importante desarrollo en países europeos como el Reino Unido, Francia, España y Alemania, entre otros. En Australia, el sexploitation formó parte de un fenómeno más amplio del cine de explotación nacional conocido como ozploitation. En el caso latinoamericano se destacó el trabajo del dúo argentino de Armando Bó e Isabel Sarli, que produjeron un amplio conjunto de películas sexploitation dirigidas por el primero y protagonizadas por la segunda, las cuales no sólo fueron populares en su país de origen y en la región, sino también en partes de Asia y en circuitos de exploitation en los Estados Unidos y Europa. A través de estas películas, Sarli se consagró como un ícono del género y una leyenda en América del Sur. Otros casos latinoamericanos de comedias sexuales equiparables al sexploitation fueron las pornochanchadas en Brasil o el cine de ficheras en México. En el contexto asiático, Japón desarrolló su propia corriente única del sexploitation llamada pinku eiga («película rosa» en japonés), que alcanzó popularidad masiva en la segunda mitad de los años 1960, así como el roman poruno («pornografía romántica» en japonés), de contenido más violento y fetichista; En Hong Kong, el género se desarrolló bajo el apodo de «Categoría III» (en referencia al nombre de su clasificación solo para adultos) y en Filipinas se desarrolló bajo la categoría conocida como bomba, mientras que Corea del Sur y Taiwán también se especializaron en películas sexuales.